# FC Chelyabinsk
El FC Chelyabinsk (del ruso: ФК «Челябинск») es un club de fútbol ruso de la ciudad de Cheliábinsk, fundado en 1977. El club disputa sus partidos como local en el estadio Central y juega en la segunda división, el tercer nivel en el sistema de ligas ruso.

## Jugadores
Actualizado al 4 de septiembre de 2012, según RFS (enlace roto disponible en Internet Archive; véase el historial, la primera versión y la última)..